# 馬來亞菱鯛
馬來亞菱鯛為輻鰭魚綱鱸形目羊魴科的其中一種，分布於印尼及西北澳洲海域，棲息深度165-304公尺，體長可達6.7公分，棲息在大陸棚及大陸坡。